# Saint-Robert (Corrèze)
Saint-Robert è un comune francese di 355 abitanti situato nel dipartimento della Corrèze nella regione della Nuova Aquitania.

## Società

### Evoluzione demografica
Abitanti censiti